# Roberts Ozols (Radsportler)
Roberts Ozols (* 8. November 1905 in Moskau; † 27. Mai 2002 in Colchester) war ein lettischer Radrennfahrer und nationaler Meister im Radsport.

## Sportliche Laufbahn
Ozols nahm an den Olympischen Sommerspielen 1928 in Amsterdam teil. Er bestritt mit dem Vierer Lettlands die Mannschaftsverfolgung, sein Team wurde auf dem 9. Platz klassiert. 
1927 und 1932 gewann er die nationale Meisterschaft im Mannschaftszeitfahren.